# Videoklipp
Videoklipp, av engelskans video clip, är korta dokument i videoformat. De har tagit allt större plats i Internetkulturen sedan bredbandets större uppkopplingshastighet har möjliggjort en effektiv spridning av videofiler. Videoklipp är inte sällan inspelade av amatörer med hjälp av digitalkamera eller webbkamera och sprids via communityn, bloggar och specialiserade sajter, exempelvis Youtube.com.